# Petrozsényi Eszter
Petrozsényi Eszter (Budapest, 1953. március 4. –) magyar színésznő, előadóművész.

## Életpályája
A tatai Eötvös József Gimnáziumban érettségizett. Színészi diplomáját a Ádám Ottó tanítványaként 1977-ben szerezte a Színház- és Filmművészeti Főiskolán. Pályáját a Radnóti Színpadon kezdte. 1981-től a Békés Megyei Jókai Színház színésznője volt. 1983-tól a Honvéd Művészegyüttesben szerepelt. Tanítással, beszédtechnika oktatással is foglalkozik.

## Fontosabb színházi szerepei
- Szophoklész: Trakhiszi nők... Trakhiszi nők karának tagja
- Euripidész: Oresztész... Karvezető
- Voltaire: Candide... szereplő
- Justinas Marcinkevicius: A székesegyház... Ieva Terese
- Szigligeti Ede: Liliomfi... Erzsi, Kányai fogadós lánya
- Gosztonyi János: K.R.Ú.D.Y... Estella
- Nagy Lajos: Budapest Nagykávéház... Sachs baby
- Marc Camoletti: Boldog születésnapot... Brigitte
- Szakonyi Károly: Hongkongi paróka... Mihalikné
- Veress Miklós: Égimódi csavargó... Délibáb; macska; manó
- Grimm fivérek: Rigócsőr király... Dadus
- Arany János – Derzsi György – Pesti Nagy Katalin: Vörös Rébék – Musical Ballada... Pörge Dani édesanyja

## Önálló estek
- Magyar népballadákból (Balladás énekek – Szvorák Katalinnal közösen)
- Magyar és világirodalmi versekből
- Sanzonest Édith Piaf életéből: Nem bánok semmit sem címmel
- Arany lapok – összeállítás Arany János műveiből

## Filmek, tv
- Versműsorok
- Baleset (1978)
- Hívójel (1979)
- Soha, sehol, senkinek! (1988)
- Vigyázók (1993)
- Kémek küldetése (sorozat) (2017)